# Apple Quicktake

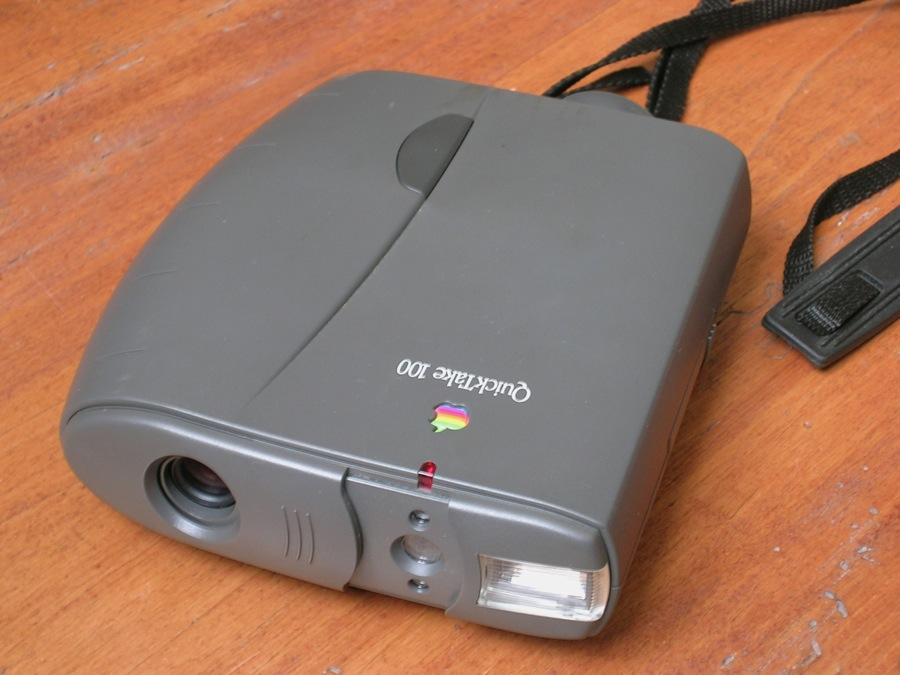
Apple Quicktake 100

Apple Quicktake és una línia de càmeres digitals que va començar a desenvolupar Apple el 1992, i que va sortir a la venda el 1994 amb l'Apple Quicktake 100. Durant els 3 anys vinents, Apple va llançar dos models més, l'Apple Quicktake 150, fabricat per Kodak, i l'Apple Quicktake 200, per Fujifilm.
L'objectiu d'Apple consistia a fabricar una càmera simple i fàcil d'usar, sumat a la novetat de no ser necessari l'ús de negatius.
Aquestes càmeres no van arribar a triomfar al mercat, de manera que el 1997, quan es va produir la tornada de Steve Jobs a l'empresa, es va cancel·lar la seva producció i la seva venda.

## Apple Quicktake 100
L'Apple Quicktake 100 va ser la primera càmera digital fabricada per Apple, i es va posar al mercat a partir de 1994.
La càmera venia equipada amb una lent fixa de 50mm que permetia una obertura de diafragma de f/2.8 a f/16, i una velocitat d'obturació que anava d'1/30 a 1/175.
La seva bateria donava per fer 120 fotografies, 60 en el cas que estiguessin preses amb flaix, el qual venia incorporat en el cos de la càmera.
Pel que respecta a la capacitat d'emmagatzematge, permetia realitzar fins a 8 fotografies a una resolució de 640x480, o 32 en el cas d'usar una resolució inferior, concretament la meitat, de 320x240. Les fotografies eren de 0,31 megapíxels.
Un dels desavantatges de la càmera és que no comptava amb una pantalla per veure les imatges preses, de manera que per visualitzar-les, calia connectar-la a un ordinador, en aquest cas un Macintosh, mitjançant un cable VGA. A més, la càmera no permetia esborrar fotografies de manera individual, però sí que permetia esborrar-les totes.
El seu preu de llançament el 1994 va ser de 750 $, elevat per l'època, però més baix que actualment.

## Apple Quicktake 150

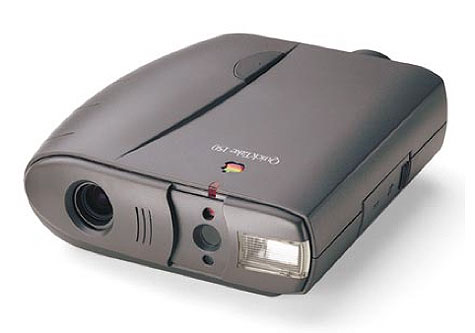
Apple Quicktake 150

La segona versió d'aquesta línia de càmeres digitals llançada per Apple va ser l'Apple Quicktake 150, llançada tan sols 1 any després, el 1995.
Aquest cop, va ser fabricada per Kodak, i una de les seves millores va ser la compatibilitat amb Windows.

## Apple Quicktake 200
El 1996 Apple va canviar el fabricant de les càmeres, de manera que es va canviar a Kodak per Fujifilm, i un any després, el 1997, es va llançar l'última generació d'aquesta gamma de càmeres digitals.
L'Apple Quicktake 200 comptava amb noves funcionalitats, com la capacitat d'enfocar a curta distància i l'ús de targetes de 2 a 4 megabytes. No obstant això, el més destacat va ser que incloïa una petita pantalla per visualitzar les fotografies preses, i que la velocitat d'obturació es va ampliar, i emmarcava d'1/4 a 1/5000. En aquest cas, la càmera funcionava amb tres piles AAA i el seu preu era de 600 $

## Fi de fabricació
Després d'estar més de 3 anys en el mercat i passar per diversos fabricants, aquesta línia de càmeres digitals llançada per Apple no va arribar a aconseguir els beneficis que la marca esperava.
Un dels factors que van propiciar aquest fracàs és que empreses anteriorment citades, com Kodak, Fujifilm, Cànon i Nikon, que ja tenien un cert prestigi en el mercat, acaparaven les compres dels aficionats, sense donar oportunitats a Apple.
Finalment, amb la tornada de Steve Jobs a l'empresa el 1997, es va decidir cancel·lar la fabricació i venda d'aquestes càmeres, igual que altres productes, com la línia d'impressores LaserWriter, amb l'objectiu d'enfocar-se principalment en el desenvolupament d'ordinadors.